# Traité du Crotoy
Traité de Péronne (1468) Traité de Soleuvre (1475)
Le Traité du Crotoy est un traité signé entre Louis XI, roi de France et Charles le Téméraire, duc de Bourgogne au Crotoy, en Picardie, le 3 octobre 1471.

## Contexte historique
Le conflit franco-bourguignon connut son paroxysme lors de la signature du Traité de Péronne en 1468 qui confirmait le Traité d'Arras de 1435 et le Traité de Conflans de 1465. Le Traité du Crotoy avait pour but de rétablir la paix entre les deux partis six mois après le siège d'Amiens.

## Un traité éphémère
Le Traité du Crotoy prévoyait de :
- remettre au duc de Bourgogne les villes d'Amiens, de Saint-Quentin, de Roye et de Montdidier ;
- remettre au duc de Bourgogne les prévôtés du Vimeu, du Beauvaisis et de Fouilloy ;
- abandonner le Connétable de Saint-Pol et le comte de Nevers à la vengeance du duc de Bourgogne ;
- marier le dauphin âgé de quelques mois avec Marie de Bourgogne fille du Téméraire.

La mort, le 24 mai 1472, du duc de Guyenne, son frère, allié du Téméraire, amena Louis XI à ne pas respecter le traité du Crotoy. Amiens et Saint-Quentin ne furent pas livrées au duc de Bourgogne. Celui-ci lança alors une offensive en juin 1472 qui aboutit au siège de Beauvais.